# レイン (マドンナの曲)
「レイン」(Rain)は、マドンナの楽曲。5枚目のスタジオ・アルバム『エロティカ』から5枚目のシングルとして発売された（北米では4枚目）。同年に「ザ・ガーリー・ショウ・ツアー」で来日した際に来日記念盤として「レイン」の他にアルバム未収録曲やリミックスを収録した「レインEP」もリリースされた。
Billboard Hot 100では最高位14位ながら20週チャートインした。

## ミュージック・ビデオ
ミュージック・ビデオの監督はマーク・ロマネクが務めた。ビデオには坂本龍一が監督役として出演しているほか、テイ・トウワもカメオ出演している。
マドンナは当初、MVに登場する監督役として、ジャン＝リュック・ゴダールとフェデリコ・フェリーニに連絡を取ったが断られ、坂本が出演を承諾した。ロマネクは坂本を最も象徴的で有名で魅力的な日本のアイコンと評した。
坂本の逝去後、マドンナは共演した坂本を文化的巨人で真のルネサンス的教養人と呼び、彼のクリエイティビティと人生哲学に深く感銘を受けた。とのメッセージを綴った。

## 収録曲
日本盤CDシングル（レインEP）
1. レイン (ラジオ・ミックス) - 4:35
2. ウェイティング (リミックス) - 4:41
3. アップ・ダウン・スイート - 12:13
  - アルバム『エロティカ』の収録曲として予定されながら、アルバムには未収録となった「Goodbye to Innocence」のダブ・バージョン。「Goodbye to Innocence」はその後、サイアー・レコードのコンピレーション盤『Just Say Roe』に収録された。
4. レイン (アルバム・バージョン) - 5:24
5. バッド・ガール (エクステンデッド・ミックス) - 6:29
6. フィーヴァー (エクステンデッド 12インチ) - 6:08
7. フィーヴァー (シェップ・レマディ・ダブ) - 4:29
8. フィーヴァー (マーク・ボーイズ・マイアミ・ダブ) - 7:10
9. フィーヴァー (オスカー・ジーズ・ドープ・ミックス) - 4:53
10. レイン (ビデオ・エディット) - 4:32

デジタルシングル
| #  | タイトル                                     | 作詞 | 作曲・編曲 | 時間  |
| -- | -------------------------------------------- | ---- | ---------- | ----- |
| 1. | 「レイン（ラジオ・リミックス）」             |      |            | 4:35  |
| 2. | 「ウェイティング（リミックス）」             |      |            | 4:41  |
| 3. | 「レイン（ラジオ・リミックス・エディット）」 |      |            | 4:20  |
| 4. | 「アップ・ダウン・スイート」                 |      |            | 12:13 |
| 5. | 「レイン（ビデオ・エディット）」             |      |            | 4:33  |
| 6. | 「フィーヴァー（エディット・ツー）」         |      |            | 4:27  |

## チャート
| チャート (1993年)                                    | 最高位 |
| ---------------------------------------------------- | ------ |
| オーストラリア (ARIA)                                | 5      |
| オーストリア (Ö3 Austria Top 40)                     | 24     |
| ベルギー (Ultratop 50 Flanders)                      | 25     |
| ブラジル (NOPEM/ABPD)                                | 1      |
| カナダ シングル小売 (The Record)                     | 1      |
| カナダ トップシングルス (RPM)                        | 2      |
| カナダ アダルト・コンテンポラリー (RPM)              | 7      |
| カナダ コンテンポラリー・ヒット・ラジオ (The Record) | 3      |
| ヨーロッパ (Music & Media)                           | 15     |
| フィンランド (Suomen virallinen lista)               | 2      |
| ドイツ (GfK Entertainment charts)                    | 26     |
| アイスランド (Íslenski Listinn Topp 40)              | 25     |
| アイルランド (IRMA)                                  | 7      |
| イタリア (Musica e dischi)                           | 9      |
| オランダ (Dutch Top 40)                              | 36     |
| オランダ (Single Top 100)                            | 38     |
| ニュージーランド (Recorded Music NZ)                 | 20     |
| スウェーデン (Sverigetopplistan)                     | 16     |
| スイス (Schweizer Hitparade)                         | 11     |
| UK シングルス (OCC)                                  | 7      |
| US Billboard Hot 100                                 | 14     |
| US Adult Contemporary (Billboard)                    | 7      |
| US Dance Singles Sales (Billboard)                   | 13     |
| US Pop Airplay (Billboard)                           | 7      |
| US Rhythmic (Billboard)                              | 38     |
| US Cash Box Top 100                                  | 21     |

| チャート (1993年)                           | 順位 |
| ------------------------------------------- | ---- |
| オーストラリア (ARIA)                       | 39   |
| カナダ (RPM)                                | 15   |
| カナダ アダルト・コンテンポラリー (RPM)     | 44   |
| ヨーロッパ (Eurochart Hot 100)              | 96   |
| オランダ (Dutch Top 40)                     | 311  |
| イギリス (OCC)                              | 79   |
| 全米 Billboard Hot 100                      | 67   |
| 全米 アダルト・コンテンポラリー (Billboard) | 38   |